# Шурбовка

Шурбовка — река в России, протекает в Усть-Кубинском районе Вологодской области. Устье реки находится в 52 км по левому берегу реки Кихть. Длина реки составляет 16 км.
Исток Шурбовки находится в болоте Падалиха в 8 км к северу от деревни Королиха (центр Томашского сельсовета). Река течёт на юго-запад, крупных притоков нет. В среднем течении протекает несколько деревень Заднесельского сельского поселения: Скорятенское, Никитинское, Тулпаново, Погорелово.
Впадает в Кихть в 7 км к западу от Королихи и в 14 км к северо-западу от села Заднее.

## Данные водного реестра
По данным государственного водного реестра России относится к Двинско-Печорскому бассейновому округу, водохозяйственный участок реки — озеро Кубенское и реки Сухона от истока до Кубенского гидроузла, речной подбассейн реки — Сухона. Речной бассейн реки — Северная Двина.
По данным геоинформационной системы водохозяйственного районирования территории РФ, подготовленной Федеральным агентством водных ресурсов:
- Код водного объекта в государственном водном реестре — 03020100112103000006181
- Код по гидрологической изученности (ГИ) — 103000618
- Код бассейна — 03.02.01.001
- Номер тома по ГИ — 03
- Выпуск по ГИ — 0